# Liste der brasilianischen Botschafter in der Türkei
Die brasilianische Botschaft befindet sich an der Reşit Galip Caddesi Ecke Ilkadim Sokak Nº 1, Gaziosmanpaşa, Ankara.
Von April 1997 bis zur Ernennung von Paulo Antônio Pereira Pintom am 11. März 2009 zum Embaixador do Brasil junto à República do Azerbaijão war der brasilianische Botschafter in Ankara regelmäßig auch bei der Regierung in Baku akkreditiert.

## Botschafter
| Ernannt / Akkreditiert | Name                                  | Bemerkungen | ernannt von               | akkreditiert bei         | Posten verlassen |
| ---------------------- | ------------------------------------- | --- | ------------------------- | ------------------------ | ---------------- |
| 2. Juli 1931           | Mário de Pimentel Brandão             | außerordentlicher Gesandter und Ministre plénipotentiaire | Getúlio Dornelles Vargas  | Ali Fethi Bey            | 16. Mai 1934     |
| 1934                   | Pedro Franklin de Almeida Lima        | Geschäftsträger | Getúlio Dornelles Vargas  | Ali Fethi Bey            |                  |
| 11. Juli 1934          | Joaquim Eulálio do Nascimento e Silva | außerordentlicher Gesandter und Ministre plénipotentiaire | Getúlio Dornelles Vargas  | Ali Fethi Bey            | 11. Sep. 1934    |
| 3. Apr. 1942           | Carlos Celso de Ouro Preto            | außerordentlicher Gesandter und Ministre plénipotentiaire | Getúlio Dornelles Vargas  | Ahmet Fikri Tüzer        | 23. März 1945    |
| 1945                   | Aluizio de Magalhaens                 | Geschäftsträger | José Linhares             | Ahmet Fikri Tüzer        |                  |
| 29. Mai 1945           | Paulo Coelho de Almeida               | außerordentlicher Gesandter und Ministre plénipotentiaire | José Linhares             | Ahmet Fikri Tüzer        | 28. Mai 1948     |
| 1948                   | Paulo Clemente de Souza Dantas        | Geschäftsträger | Eurico Gaspar Dutra       | Hasan Saka               |                  |
| 7. Sep. 1948           | Mário de Castello Branco              | Botschafter | Eurico Gaspar Dutra       | Hasan Saka               | 30. Juli 1952    |
| 1952                   | Antônio Fantinato Neto                | Geschäftsträger | Getúlio Dornelles Vargas  | Adnan Menderes           | 1953             |
| 3. Sep. 1953           | Mário Moreira da Silva                | | Getúlio Dornelles Vargas  | Adnan Menderes           | 3. Feb. 1956     |
| 1956                   | Ney Moraes de Metto Mattoa            | Geschäftsträger | Juscelino Kubitschek      | Adnan Menderes           |                  |
| 15. Mai 1956           | Nemésio Dutra                         | | Juscelino Kubitschek      | Adnan Menderes           | 29. Sep. 1959    |
| 1959                   | Mário Wilson Fernandes                | Geschäftsträger | Juscelino Kubitschek      | Adnan Menderes           | 1960             |
| 12. Apr. 1960          | Janary Gentil Nunes                   | | Juscelino Kubitschek      | Cemal Gürsel             | 31. Dez. 1960    |
| 1961                   | Paulo Valladares                      | Geschäftsträger | Jânio Quadros             | Emin Fahrettin Özdilek   | 1962             |
| 10. Feb. 1962          | Jorge Emilio de Souza Freitas         | | Jânio Quadros             | İsmet İnönü              | 27. Nov. 1966    |
| 1966                   | Paulo Frassinetti Pinto               | Geschäftsträger | Humberto Castelo Branco   | Suad Hayri Ürgüplü       | 1967             |
| 17. Juli 1967          | Sylvio Ribeiro de Carvalho            | | Artur da Costa e Silva    | Suad Hayri Ürgüplü       | 2. März 1969     |
| 1969                   | José Coeiho Monteiro                  | Geschäftsträger | Aurélio de Lira Tavares   | Suad Hayri Ürgüplü       |                  |
| 1969                   | Paulo Valladares                      | Geschäftsträger | Aurélio de Lira Tavares   | Suad Hayri Ürgüplü       | 1970             |
| 27. Feb. 1970          | José Augusto de Macedo Soares         | | Aurélio de Lira Tavares   | Suad Hayri Ürgüplü       | 20. Apr. 1973    |
| 6. Okt. 1988           | Lyle Amaury Tarrisse da Fontoura      | | José Sarney               | Turgut Özal              |                  |
| 20. Mai 1991           | Ernesto Alberto Ferreira de Carvalh   | | Fernando Collor de Mello  | Mesut Yılmaz (Politiker) |                  |
| 26. Apr. 1995          | Luiz Antônio Jardim Gagliardi         | (* 16. April 1936) Sohn von Celeste Jardim und José Gagliardi | Fernando Henrique Cardoso | Tansu Çiller             |                  |
| 14. Juni 2000          | Brian Michael Fraser Neele            | | Fernando Henrique Cardoso | Bülent Ecevit            |                  |
| 6. Okt. 2004           | Cesário Melantonio Neto               | | Luiz Inácio Lula da Silva | Kabinett Erdoğan II      |                  |
| 6. Mai 2008            | Marcelo Jardim                        | Marcelo Andrade de Moraes Jardim (* 10. Februar 1945) Botschafter in Lagos, Botschafter in Beirut, Generalkonsul in Rom, 1975 Geschäftsträger in Manila, 1978 Konsul in Genf, 1983 Geschäftsträger in Kinshasa, 24. Oktober 2003 Botschafter in Warschau, seit Juni 2011 konsekutiv Botschafter in Kairo | Luiz Inácio Lula da Silva | Kabinett Erdoğan II      |                  |
| 27. Feb. 2013          | Antonio Luis Espinola Salgado         | 13. Mai 2008–2012: Botschafter in Teheran | Dilma Rousseff            | Kabinett Erdoğan III     |                  |